# John Giles (Leichtathlet)
John Alfred Giles (* 9. Februar 1927 im Municipal Borough of Edmonton; † 7. April 2024) war ein britischer Kugelstoßer.

## Sportliche Laufbahn
1948 wurde er bei den Olympischen Spielen in London Elfter und 1950 bei den Leichtathletik-Europameisterschaften in Brüssel Achter. Bei den Olympischen Spielen 1952 in Helsinki schied er in der Qualifikation aus.
1949 wurde er englischer Meister. Seine persönliche Bestleistung von 15,44 m stellte er am 3. Mai 1950 in London auf.